# Master of Divinity
Der Master of Divinity (abk. M. Div. auch Magister Divinitas) ist ein praxisbezogener Mastergrad im Fach Theologie.

## Situation in Deutschland
Der Master of Divinity wird derzeit nicht von deutschen Hochschulen direkt vergeben, kann aber auch in Deutschland an Instituten erworben werden, die mit ausländischen Hochschulen kooperieren.
So wird der M. Div. in Deutschland beispielsweise im Rahmen eines Präsenzstudiums an der Akademie für Weltmission angeboten, das in Zusammenarbeit mit der Columbia International University erfolgt.

## Situation in den Vereinigten Staaten
Der Master of Divinity hat in den meisten US-Bundesstaaten den Bachelor of Divinity als ersten akademischen Abschluss im Fachgebiet Theologie abgelöst. Im Gegensatz zu dem Master of Theology (M. Th.) und Master of Arts in Theologie (M. A.) ist der Master of Divinity ein praxisbezogener Mastergrad und erfordert meistens mehrere Studentenpraktika zum erfolgreichen Abschluss des Studiums.

## Inhalt des Studiums und Besonderheiten des Mastergrades
Im Rahmen eines Studiums mit dem M. Div.-Abschluss sind die Themen Entstehung von Religionen, kulturelles Erbe, spirituelle Bildung und entweder Öffentlichkeitsarbeit oder spirituelle Führung verpflichtend. Beim Studium an einer christlichen Hochschule oder einem christlichen Seminar sind außerdem die folgenden Themengebiete häufig Bestandteil des M. Div.-Programms:
- Altgriechisch des neuen Testaments
- Christliche Theologie
- Philosophie
- Kirchengeschichte
- Pastoraltheologie
- Altes Testament
- Neues Testament

Der M. Div. ist außerdem der erste akademische Abschluss, der das praxisbezogene Studium von neopaganen Religionen ermöglicht. Beim Studium an einer Hochschule die das Fach pagan studies anbietet oder einem paganen Seminar sind folgende Themengebiete häufig Bestandteil des M. Div.-Programms:
- Religionsgeschichte und Geschichte des Paganismus
- Pagane Theologie
- Philosophie und Ethik in Naturreligionen
- Interkultureller Dialog
- Pagane Apologetik
- Geschichte des Wicca und Neopaganismus
- Mythologie, Göttinnen und Götter unterschiedlicher Kulturen

Die Praktika finden, unabhängig von der Konfession der Hochschule, meist in einer Glaubensgemeinschaft (wie einem Bistum, einer Kirche, oder einem Coven) oder in der Seelsorge statt. Neben den Praktika ist auch eine wissenschaftlich fundierte Masterarbeit notwendig, um den Abschluss M. Div. zu erhalten.